# Osvaldo Hurtado Galleguillos
Osvaldo Heriberto Hurtado Galleguillos (Arica, Chile, 2 de noviembre de 1957) es un exfutbolista y entrenador chileno. Jugaba de delantero y desarrolló su carrera principalmente en la Universidad Católica de la Primera División de Chile.

## Trayectoria
En su natal Arica se inicia en 1966, en el club Santiago Wanderers pasando en 1971 al club Estibadores Marítimos y en 1972 al club Lito Contreras, hasta 1975, año en que fue contratado por  La Serena.
Se debut como jugador en el club Deportes La Serena fue en 1976, luego pasó en 1979 a Unión Española. El año 80 es adquirido por el Club Deportivo Universidad Católica, equipo que lo manda a préstamo el año 1981 a O'Higgins. De vuelta en Universidad Católica, alcanza su mayor rendimiento, ganando el campeonato de Primera División de 1984, en su primera etapa en el club. En 1986, vistió la camiseta del club Filanbanco de Guayaquil y 1987, con una campaña brillante donde resultó ser el goleador con 21 goles.
En su estadía en la UC, y solo contabilizando el campeonato nacional, Hurtado jugó 157 encuentros y marcó 68 goles.
Además de desempeñarse en Universidad Católica, jugó en dos equipos europeos. La temporada 1985-1986 jugó en el Cádiz CF de España y entre 1988 y 1991 en el R. Charleroi SC de Bélgica. Tras retirarse como jugador pasó a ser entrenador, llegando a dirigir a Provincial Osorno en 2007 ascendiéndolo a Primera División sin embargo tras la paupérrima campaña del equipo Osvaldo Hurtado fue destituido al terminar la fase regular del Torneo de Apertura 2008 . Actualmente está a cargo de la dirección técnica del Club Deportivo Magallanes de la Primera B de Chile.
Como entrenador, debuta el 2007 con Provincial Osorno logrando rápidamente con el cuadro de "Los Toros" el ascenso a Primera División. Luego de una irregular campaña en Primera A, presenta su renuncia a falta de pocas fechas para concluir el Torneo de Apertura.
El 2008 es presentado como estratega de  Magallanes con la misión de devolver a "La Academia" al fútbol profesional. El 2010 obtiene el ansiado campeonato de Tercera División y posterior ascenso a Primera B, luego de vencer 4-0 a Provincial Talagante. Permanece en el club "carabelero" hasta mediados de 2014, en el año 2015 dirige en Tercera B al nobel cuadro de Municipal Salamanca. En 2016 trabajo con las divisiones inferiores de San Marcos de Arica. En el 2017 vuelve a Municipal Salamanca donde tras una campaña irregular renuncia a su puesto como director técnico del club. Ese mismo año es contratado por Deportes Santa Cruz club que se encontraba en la  Segunda División Profesional, donde además es accionista del club, en donde al año siguiente, en el 2018 consigue el campeonato y el ascenso a la Primera B de Chile tras 21 años sin poder lograrlo. En marzo de 2022, tras una deficitaria campaña en el torneo de Ascenso, con un punto en 4 fechas, acompañado de declaraciones en contra del arbitraje, fue despedido de los Unionistas.

## Selección nacional
Hurtado formó parte del representativo juvenil chileno que disputó el Campeonato Sudamericano Sub-20 de 1979 y que protagonizó el caso de los pasaportes falsos en Paysandú de 1979.
Posteriormente fue internacional con la selección de fútbol de Chile entre 1983 y 1989, disputando tres ediciones de la Copa América. Jugó 38 partidos y anotó 7 goles. Su debut se produjo el 28 de abril de 1983.

### Participaciones en Copa América
| Copa América      | Sede          | Resultado    |
| ----------------- | ------------- | ------------ |
| Copa América 1983 | Sin sede fija | Primera fase |
| Copa América 1987 | Argentina     | Subcampeón   |
| Copa América 1989 | Brasil        | Primera fase |

## Clubes

### Como jugador
| Club                           | País    | Año       |
| ------------------------------ | ------- | --------- |
| Deportes La Serena             | Chile   | 1976-1978 |
| Unión Española                 | Chile   | 1979      |
| Universidad Católica           | Chile   | 1980-1985 |
| → O'Higgins (cedido)           | Chile   | 1981      |
| Cádiz CF                       | España  | 1985-1986 |
| Filanbanco                     | Ecuador | 1986      |
| Universidad Católica           | Chile   | 1987-1988 |
| Royale Charleroi Sporting Club | Bélgica | 1988-1991 |
| Deportes Concepción            | Chile   | 1991      |
| Alianza Lima                   | Perú    | 1992      |
| Deportes Arica                 | Chile   | 1992-1995 |

## Estadísticas

### Como jugador
| Universidad Católica · Chile                                                                                     | 1.ª        | 1980-1988(1) | 68 | 33 | 3 | 267 | 104 | 0.39 |
| Total club | Total club | Total club   | 68 | 33 | 3 | 267 | 104 | 0.39 |
| (1) Logrados en tres etapas en el club: 1980; 1981-1985 y 1987-1988. (3) No incluye goles en partidos amistosos. |            |              |    |    |   |     |     |      |

### Como entrenador
Datos actualizados al último partido dirigido el 7 de marzo de 2022.
| Club                               | País  | Año       | PJ  | PG  | PE  | PP  | Efectividad |
| ---------------------------------- | ----- | --------- | --- | --- | --- | --- | ----------- |
| Deportes Arica                     | Chile | 1995      | 36  | 7   | 8   | 21  | 26.85%      |
| Provincial Osorno                  | Chile | 2007-2008 | 59  | 22  | 14  | 23  | 45.2%       |
| Magallanes                         | Chile | 2008-2014 | 236 | 96  | 58  | 82  | 48.87%      |
| Brujas de Salamanca                | Chile | 2015      | 22  | 13  | 3   | 6   | 63.64%      |
| San Marcos de Arica (Fútbol Joven) | Chile | 2016      | ?   | ?   | ?   | ?   | ?           |
| Brujas de Salamanca                | Chile | 2017      | 22  | 8   | 5   | 9   | 43.94%      |
| Deportes Santa Cruz                | Chile | 2017-2022 | 125 | 45  | 33  | 47  | 44.8%       |
| Total                              | Total | Total     | 500 | 191 | 121 | 188 | 46.27%      |

## Palmarés

### Como jugador

#### Torneos nacionales
| Título           | Equipo                    | País  | Año  |
| ---------------- | ------------------------- | ----- | ---- |
| Copa Chile       | C.D. Universidad Católica | Chile | 1983 |
| Copa República   | C.D. Universidad Católica | Chile | 1984 |
| Primera División | C.D. Universidad Católica | Chile | 1984 |
| Primera División | C.D. Universidad Católica | Chile | 1987 |

### Distinciones individuales
| Distinción                            | Año  |
| ------------------------------------- | ---- |
| Goleador de Primera División de Chile | 1987 |

### Como entrenador

#### Torneos nacionales
| Título                       | Equipo              | País  | Año  |
| ---------------------------- | ------------------- | ----- | ---- |
| Primera B                    | Provincial Osorno   | Chile | 2007 |
| Tercera División A           | Magallanes          | Chile | 2010 |
| Segunda División Profesional | Deportes Santa Cruz | Chile | 2018 |